# Pavelló dels Països Catalans
El Pavelló dels Països Catalans és una instal·lació multiesportiva situada a la ciutat de Badalona. Des de 1996 és gestionat directament per l'Ajuntament de Badalona. Al llarg dels anys ha tingut diferents denominacions, així entre 1972 i 1991 fou anomenat Pavelló d'Ausiàs March, i entre 1992 i 1996 Pavelló Club Joventut.
La primera pedra va ser col·locada el 28 de desembre de 1970 i va ser inaugurat el 30 de setembre de 1972, amb un partit amistòs entre el Club Joventut de Badalona i el Reial Madrid. Va ser dissenyat per l'arquitecte Alberto Barbosa, ideat per ser la seu de l'equip de bàsquet del Joventut, ja que l'antic Pavelló Esportiu de la Plana s'havia quedat petit. El nou pavelló va comptar amb una capacitat per a 5.000 persones. El 1991 va ser abandonat pel club de bàsquet al disposar del nou Palau Municipal d'Esports de Badalona.
El 1992 va viure un últim respir de glòria en ser la seu del torneig de boxa dels Jocs Olímpics d'Estiu de 1992 celebrats a Barcelona. Des de llavors és utilitzat per clubs amateurs de bàsquet de la ciutat.